# Sisiku Julius Ayuk Tabe
Sisiku Julius Ayuk Tabe (Kembong, 2 maggio 1965) è un politico camerunese, ex primo presidente dell'Ambazonia non riconosciuta.

## Biografia
Sisiku è un ingegnere di formazione.

### Carriera politica
La sua presidenza inizia con la dichiarazione unilaterale di indipendenza di Ambazonia il 1º ottobre 2017, con il Fronte Unito del Consorzio Ambazonia del Sud Camerun (SCACUF) che forma il governo provvisorio di Ambazonie e Tabe - presidente dello SCACUF - come presidente. Al momento della dichiarazione, un conflitto armato tra le milizie ambazoniane e le forze di sicurezza camerunesi imperversava da tre settimane. All'inizio, Tabe e il governo provvisorio consideravano l'idea di una lotta armata, preferendo concentrarsi sulla disobbedienza civile e su una campagna diplomatica per ottenere un riconoscimento internazionale.
La presidenza di Tabe termina quando viene arrestato con altri leader ambazoniani in Nigeria ed estradato in Camerun nel gennaio 2018. Samuel Ikome Sako è quindi annunciato presidente ad interim un mese più tardi.

### Detenzione e giudizio
Dopo l'arresto, Ayuk Tabe e gli altri leader separatisti hanno trascorso 10 mesi in un quartier generale di gendarmeria prima di essere trasferiti in un carcere di massima sicurezza di Yaoundé. Il loro caso è iniziato il 6 dicembre 2018 davanti al tribunale militare di Yaoundé. Quando il suo nome e la sua nazionalità sono stati letti, ha respinto la sua nazionalità camerunese e altri leader separatisti gli hanno seguito il pas5. Il rifiuto della cittadinanza camerunese ha indotto a rinviare l'affare.
Nel gennaio 2019, l'avvocato di Tabe ha dichiarato che il suo cliente era pronto a negoziare direttamente con il presidente del Camerun Paul Biya, a condizione che le trattative si svolgessero al di fuori del Camerun. Sono state poste tre condizioni preliminari: un cessate il fuoco, la liberazione di tutte le persone arrestate e un'amnistia generale.
Nel marzo 2019, un tribunale nigeriano ha dichiarato il suo arresto e la sua espulsione illegali e ha ordinato che lui e altri 68 siano rispediti in Nigeria e risarciti8. A seguito di questa decisione, Tabe e gli altri dirigenti ambazoniani hanno pubblicato una dichiarazione comune intitolata «Protocollo relativo alla libertà di Ambazonia», nella quale hanno assunto nove impegni, in particolare in materia di uguaglianza tribale, di uguaglianza per le donne, un'equa ripartizione delle ricchezze del paese, la solidarietà con gli altri popoli che si trovano in una situazione simile e la lotta per l'indipendenza. Il 27 aprile, Tabe e gli altri nove capi ambazoni accusati hanno annunciato che avrebbero iniziato a boicottare le audizioni, insistendo sull'attesa che la Corte d'appello della regione del Centro decidesse se rimandarli o meno in Nigeria. Nell'aprile 2019, Sisuku Ayuk Tabe rifiuta di comparire a un processo.
Il 2 maggio, un documento controverso firmato da Ayuk Tabe afferma che il gabinetto provvisorio guidato da Samuel Ikome Sako era stato sciolto e che il suo gabinetto pre-arresto era stato ripristinato. Il documento esprimeva apprezzamento per il lavoro svolto dal gabinetto guidato da Sako dal febbraio 2018, ma sottolineava che i conflitti interni lo avevano reso inadatto a continuare.
La mattina del 20 agosto 2019, il tribunale militare di Yaoundé ha condannato Julius Ayuk Tabe e altri nove suoi sostenitori all’ergastolo.
Il 1º gennaio 2024, Sisiku Julius Ayuk Tabe ha scritto una lettera chiedendo la fine della crisi di leadership e l'unità tra le fazioni separatiste..